# Tsiattista
Les Tsiattista (grec moderne : τσιαττιστά) désignent, à Chypre, une forme poétique orale traditionnelle. Elles sont dites sous forme de compétition et présentent des contraintes métriques. Elles sont inscrites par l'UNESCO au patrimoine culturel immatériel sous l'intitulé « les Tsiattista, joutes poétiques » en 2011. 

## Présentation
Ce type de poésie se pratique avec un accompagnement musical au violon et au luth. Les joutes constituent des occasions de dire des poèmes en distiques rimés composés de vers iambiques à quinze syllabes, parfois huit ou six, plus rarement neuf. Ceux qui pratiquent cet art, les tsiattistaes, sont des hommes pauvres, de nos jours âgés, et des femmes commencent à participer. Elles ont lieu lors de fêtes, mariages et foires. D'après le descriptif officiel de l'UNESCO, les qualités que cet art exige sont la maîtrise du dialecte chypriote, la connaissance du répertoire des Tsiattista, la répartie, les qualités stylistiques comme le vocabulaire et l'imagination. En 2011, cette pratique intègre la liste représentative du patrimoine culturel immatériel de l'humanité . 
D'après un article de Yiannis Ionnou, professeur à l'Université de  Chypre, les Tsiattista s'inscrivent dans une tradition littéraire orale pour laquelle les Chypriotes grecs et turcs passent facilement d'une langue à l'autre.